# Stenometopiellus sigillatus
Stenometopiellus sigillatus är en insektsart som beskrevs av Haupt 1917. Stenometopiellus sigillatus ingår i släktet Stenometopiellus och familjen dvärgstritar. Inga underarter finns listade i Catalogue of Life.